# مهرجان كارلوفي فاري السينمائي الدولي

مهرجان كارلوفي فاري السينمائي الدولي (باللغة التشيكية: Mezinárodní filmový festival Karlovy Vary) مهرجان سينمائي يقام سنويًا في يوليو في كارلوفي فاري بجمهورية التشيك. يعد مهرجان كارلوفي فاري من أقدم المهرجانات في العالم وأصبح الحدث السينمائي الرائد في وسط وشرق أوروبا.

## تاريخ المهرجان
تحقق حلم ما قبل الحرب للعديد من صانعي الأفلام المتحمسين في عام 1946، عندما أقيم مهرجان غير تنافسي للأفلام من سبع دول في ماريانسكي لازني وكارلوفي فاري. كان المقصود منه، قبل كل شيء، عرض نتائج صناعة السينما التشيكوسلوفاكية المؤممة مؤخرًا. انتقل المهرجان بشكل دائم بعد أول عامين، إلى كارلوفي فاري.
أقيم لأول مرة مسابقة دولية للأفلام في عام 1948، ومنذ عام 1951، قامت لجنة تحكيم دولية بتقييم الأفلام، وسرعان ما وجد مهرجان كارلوفي فاري مكانًا له بين المهرجانات النامية الأخرى، وبحلول عام 1956، تم تصنيف مهرجان كارلوفي فاري كمهرجان من الفئة (أ)، نظرًا لإنشاء مهرجان موسكو السينمائي والقرار السياسي بتنظيم مهرجان واحد فقط «أ» لجميع البلدان الاشتراكية، واضطر كارلوفي فاري إلى التناوب عامًا بعد عام مع مهرجان موسكو السينمائي بين عامي 1959 و 1993.
افتتح مهرجان كارلوفي فاري التاسع والعشرون في عام 1994، تقليدًا جديدًا تمامًا، بعد ما يقرب من أربعين عامًا من التناوب مع مهرجان موسكو السينمائي، ليصبح المهرجان مرة أخرى سنوياً، كما تم إنشاء مؤسسة مهرجان كارلوفي فاري السينمائي عام 1993.

## وصلات خارجية
https://www.kviff.com/en/homepage مهرجان كارلوفي فاري السينمائي الدولي
https://web.archive.org/web/20080610003536/http://www.festivary.cz/ مهرجان كارلوفي فاري السينمائي الدولي
https://old.radio.cz/en/article/118058 مهرجان كارلوفي فاري السينمائي الدولي